# Stor häxört
Stor häxört (Circaea lutetiana) är en art i familjen dunörtsväxter. Stor häxört är en skuggälskande lundväxt. Den växer vanligtvis i bokskogar eller nära bäckar i områden med mullrik jord.
Den blommar under högsommaren.
Den bildar hybrider med dvärghäxört Circaea alpina vilka kallas mellanhäxört Circaea × intermedia.